# MESSENGER
MESSENGER (skr. engl. MErcury Surface, Space ENvironment, GEochemistry and Ranging probe — sonda za ispitivanje Merkurove površine, svemirskog okruženja i geohemije) je svemirska letelica agencije NASA.
MESSENGER je lansiran 3. avgusta 2004. godine, sa ciljem da proučava karakteristike Merkura iz njegove orbite. Ta misija je prva koja je usmerena ka proučavanju Merkura u poslednjih 30 godina, još od Marinera 10.
Osim što je skraćenica, naziv MESSENGER (glasnik) je izabran jer je Merkur bio glasnik bogova u rimskoj mitologiji.
Osamnaestog marta 2011. sonda je konačno stigla do Merkura i ušla u orbitu oko ove planete.
Juna 2013, NASA je objavila da je MESSENGER obavio snimanje celokupne površine Merkura.
Premda je bilo planirano da sonda snima Merkur tokom jedne godine, ona je ipak ostala u funkciji čitave četiri godine. Privučen gravitacionom silom, MESSENGER je najzad udario u površinu Merkura 30. aprila 2015.